# Polystichum stokesii
Polystichum stokesii là một loài dương xỉ trong họ Dryopteridaceae. Loài này được E.Brown mô tả khoa học đầu tiên năm 1931.
Danh pháp khoa học của loài này chưa được làm sáng tỏ. 